# Candida californica
Candida californica är en svampart som först beskrevs av Mrak & McClung ex H.W. Anderson & C.E. Skinner, och fick sitt nu gällande namn av F.Y. Bai, Z.W. Wu & V. Robert 2006. Candida californica ingår i släktet Candida, ordningen Saccharomycetales, klassen Saccharomycetes, divisionen sporsäcksvampar och riket svampar.   Inga underarter finns listade i Catalogue of Life.